# Nejlikepiskia
Nejlikepiskia (Alsobia dianthiflora) är en växtart i nejlikepiskiasläktet (Alsobia). Den är en epifytisk, städsegrön blomväxt som främst växer i fuktiga, tropiska biom, som lägre fuktig bergsskog på 800–1000 meters höjd, från delstaten Guerrero i Mexiko till nordvästra Colombia.